# Hendrik Duryn

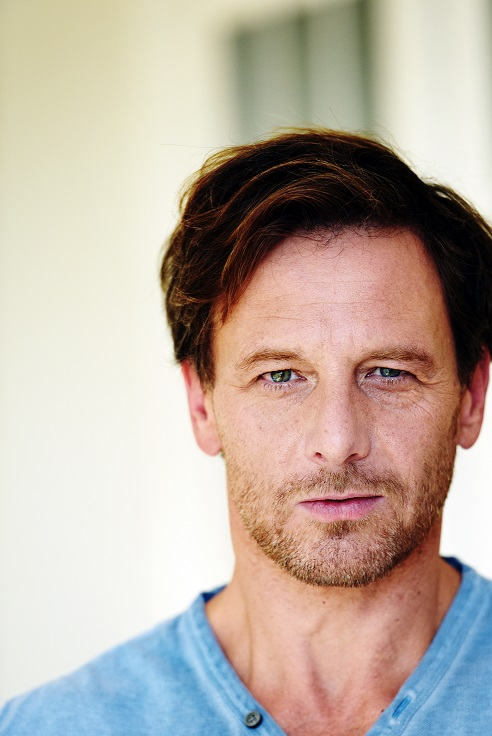
Hendrik Duryn (2019)

Hendrik Alexander Duryn (* 8. Oktober 1967 in Leipzig) ist ein deutscher Schauspieler, Synchronsprecher, Sänger, Stuntman und Autor.

## Leben

### Familie und Privates
Hendrik Duryn ist der Sohn des Lehrerehepaars Charlotte und Siegfried Duryn. Er hat drei Brüder und eine Schwester, die, wie die Eltern, ebenfalls den Lehrerberuf ergriff. Sein Halbbruder ist der sächsische CDU-Landtagsabgeordnete Svend-Gunnar Kirmes (* 1949).
Duryn war rund zwanzig Jahre mit der Schauspielerin Anne-Kathrin Gummich (* 1964) liiert, die ihre Tochter, Schauspielerin Nina Gummich (* 1991), mit in die Beziehung brachte. Entgegen anderslautender Medienberichte hat Duryn die Tochter seiner damaligen Partnerin nicht adoptiert. Er ist heute verheiratet und hat mit seiner Ehefrau drei Kinder. Er lebt mit der Familie in Leipzig.

### Ausbildung und Theater
Duryn besuchte die Thomasschule zu Leipzig und war ab seinem 11. Lebensjahr Mitglied in verschiedenen Kinder- und Jugendtheatergruppen in Leipzig. Bereits im Alter von 15 Jahren stand er für seine erste Hauptrolle in dem Jugenddrama Frühlings Erwachen am Amateurtheater Leipzig auf der Bühne und gastierte mit dem Stück auch am Altenburger Theater. 1986 bestand Duryn sein Abitur und ebenfalls die Aufnahmeprüfung für die Theaterhochschule „Hans Otto“ in Leipzig, an der er nach Ableistung seines Wehrdienstes bei der NVA von 1987 bis 1988 vier Jahre studierte. Im Anschluss belegte er ein Aufbaustudium im Fachbereich Musical und beendete es mit seiner ersten eigenen Inszenierung, Sweet Charity. Seit 1993 ist er regelmäßig an diversen Theaterhäusern in Leipzig und Halle (Saale) engagiert. Er gastierte unter anderem am Leipziger Schauspielhaus, der Oper Leipzig, am Staatstheater Cottbus und in der Schweiz (Chur). Ab 1994 war er festes Ensemblemitglied am neuen theater Halle unter dem Intendanten Peter Sodann.

### Film und Fernsehen
Sein Filmdebüt gab Duryn unter der Regie von Gunther Scholz in dem im März 1987 uraufgeführten DEFA-Kriminalfilm Vernehmung der Zeugen in einer Nebenrolle als Schüler. Im November selben Jahres war er als Jugendlicher Tom in seiner ersten Hauptrolle in Peter Kahanes Jugendfilm Vorspiel an der Seite von Susanne Hoss und Antje Straßburger zu sehen.
Im wiedervereinigten Deutschland wurde Duryn einem breiten Publikum durch die Rolle des Oliver Kopp in der Seifenoper Verbotene Liebe (1995) bekannt, die er in den ersten Folgen verkörperte. 2003 übernahm er im Alarm-für-Cobra-11-Ableger Einsatz für Team 2 für 11 Folgen an der Seite von Julia Stinshoff die Hauptrolle des Oberkommissars Frank Traber. Zuvor übernahm er bereits Gastrollen in zwei Folgen der eigentlichen Serie Alarm für Cobra 11 – Die Autobahnpolizei.
Im Sommer 2009 war Duryn erstmals in der RTL-Comedyserie Der Lehrer in der Titelrolle des unkonventionellen Chemielehrers Stefan Vollmer zu sehen, die schon zwei Jahre zuvor produziert worden war, jedoch aufgrund mangelnden Interesses seitens des Publikums an diesem Genre zunächst im Archiv lagerte. Ab 2013 folgten weitere Staffeln, an denen Duryn als Script Consulter Teil des Autoren- und Produzententeams der Serie war. Der Lehrer wurde nach Staffel 9 im Jahr 2021 abgesetzt, nachdem Duryn bereits angekündigt hatte, aus der Serie nach der neunten Staffel aussteigen zu wollen. Im Februar 2025 wurde bekanntgegeben, dass die Serie mit Duryn in der Hauptrolle nach ihrer Einstellung im April 2021 mit einer zehnten Staffel bestehend aus sechs neuen Folgen fortgesetzt werde.
Seit Januar 2023 ist Duryn in der RTL-Krimiserie Dünentod – Ein Nordsee-Krimi als Kommissar Tjark Wolf in der männlichen Hauptrolle zu sehen.
Neben mehreren festen Serienrollen übernahm er wiederholt Gastrollen in Krimireihen, wie dem Tatort, Der Fahnder, Stubbe – Von Fall zu Fall oder Ein starkes Team und spielte in Episoden der TV-Reihen Rosamunde Pilcher, Katie Fforde und Inga Lindström sowie in einem Film der Reihe Im Tal der wilden Rosen.
Neben seiner Mitwirkung in Fernsehserien- und reihen spielte Duryn in zahlreichen Kino- und Fernsehfilmen, etwa 2001 in der Fantasy-Verfilmung Lenya – Die größte Kriegerin aller Zeiten, neben Alexandra Neldel in den Titelrollen der Sat.1-Komödie Glückstreffer – Anne und der Boxer (2010) und als Ludwig in Wolfgang Dinslages Kino-Debüt Für Elise (2012).
Darüber hinaus tritt Duryn auch in verschiedenen Fernsehsendungen auf. Seit 2016 ist er als Ermittler gegen Steuerverschwendung für die Show Mario Barth deckt auf! unterwegs. Ende 2023 nahm er als „Mustang“ verkleidet an der neunten Staffel der ProSieben-Show The Masked Singer teil. Er erreichte das Finale und belegte Platz 3.

### Weitere Tätigkeiten und Soziales Engagement
Seit den 1990er Jahren spricht Duryn zahlreiche Hörbuch- und Hörspielproduktionen ein. 
Duryn ist seit Herbst 2006 zusammen mit seiner Kollegin Renate Richter als Sänger in der Rockband Emma unter Federführung des deutschen Theaterregisseurs Manfred Wekwerth am Projekt Emma rockt Brecht aktiv. Das Bühnenprogramm beinhaltet neu arrangierte Lieder und Gedichte des jungen Bertolt Brecht. Bekannte Stücke daraus sind u. a. Der Choral vom Manne Baal (1918) oder Die Ballade von den Seeräubern (1923).
Im April 2023 veröffentlichte Duryn seine Autobiografie Sie sind doch der Lehrer oder?. Mit seinem ersten Buch trat er mit mehreren Lesungen unter anderem in der Comödie Dresden, im Schlossparktheater Berlin, Komödie Winterhuder Fährhaus und am Theater Dessau auf. 2025 kündigte er die Veröffentlichung eines Romans nach dem Vorbild Altes Land von Dörte Hansen an.
Duryn engagiert sich seit 2018 als Botschafter für das Kinderhospiz Bärenherz in Markkleeberg und den Verein Glücksmomente e. V. Seit Anfang März 2019 unterstützt er eine Kampagne des Sächsischen Kultusministeriums zur Lehrergewinnung in Sachsen.

## Filmografie (Auswahl)

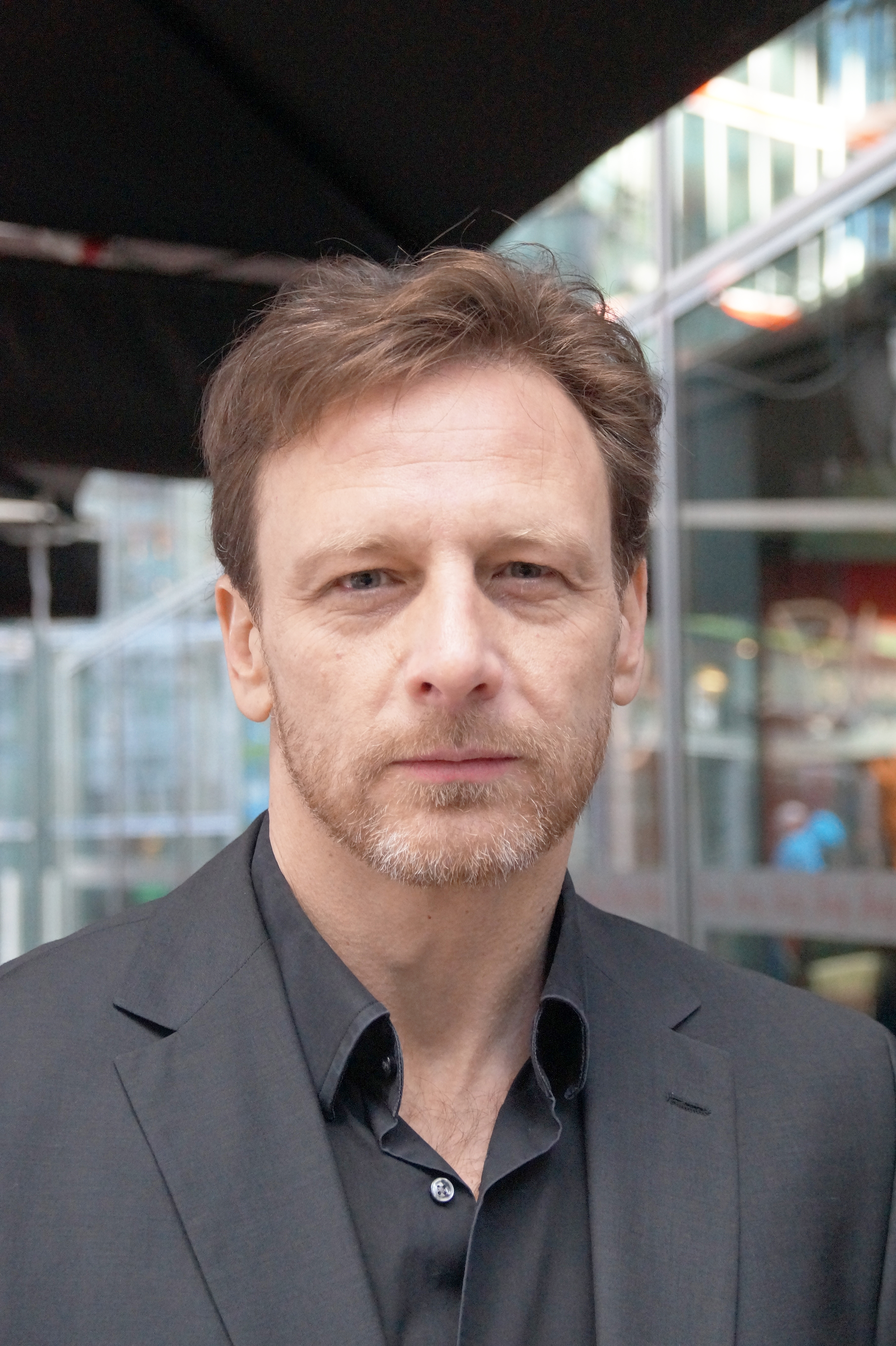
Hendrik Duryn (2016)

- 1987: Vernehmung der Zeugen (Kinofilm)
- 1987: Vorspiel (Kinofilm)
- 1990: Alter Schwede
- 1995–1997: Verbotene Liebe (Fernsehserie, 57 Folgen)
- 1997: Tatort – Der Tod spielt mit (Fernsehreihe)
- 1997: Tatort – Tödlicher Galopp
- 1998: Die Männer vom K3 – Tödliches Spiel (Fernsehreihe)
- 1998, 2002: In aller Freundschaft (Fernsehserie, verschiedene Rollen, 2 Folgen)
- 1998–2013: Alarm für Cobra 11 – Die Autobahnpolizei (Fernsehserie, verschiedene Rollen, 3 Folgen)
- 1999: Balko (Fernsehserie, Folge Babystress)
- 1998: Der Clown (Fernsehserie, Folge Feierabend)
- 1998: Tatort – Tanz auf dem Hochseil
- 2000, 2005: Der Fahnder (Fernsehserie, verschiedene Rollen, 2 Folgen)
- 2000: T.E.A.M. Berlin (Fernsehserie, 2 Folgen)
- 2000: Für alle Fälle Stefanie (Fernsehserie, Folge Eine richtige Familie)
- 2000: Powderpark (Fernsehserie, Folge Ufo Alarm)
- 2000: Polizeiruf 110 – Blutiges Eis (Fernsehreihe)
- 2001: Lenya – Die größte Kriegerin aller Zeiten
- 2001: Love Letters – Liebe per Nachnahme
- 2001: Die Kumpel (Fernsehserie, Folge Irren ist menschlich)
- 2001, 2004: Ein Fall für zwei (Fernsehserie, verschiedene Rollen, 2 Folgen)
- 2002: Tatort – Wolf im Schafspelz
- 2002: Körner und Köter (Fernsehserie, Folge Körner und Köter)
- 2002: Edel & Starck (Fernsehserie, Folge Wann ist ein Mann ein Mann)
- 2003: Die Rettungshunde – Hochzeitsreise in den Tod
- 2003: Wolffs Revier (Fernsehserie, Folge Traumfänger)
- 2003: Blueprint (Kinofilm)
- 2003–2005: Alarm für Cobra 11 – Einsatz für Team 2 (Fernsehserie, 11 Folgen)
- 2004: Der Elefant – Mord verjährt nie (Fernsehserie, Folge Mörderischer Kuhhandel)
- 2004: Im Namen des Gesetzes (Fernsehserie, Folge Mörderisches Quartett)
- 2004: Einmal Bulle, immer Bulle (Fernsehsechsteiler, 2 Folgen)
- 2004: Polizeiruf 110 – Ein Bild von einem Mörder
- 2005: Bewegte Männer (Fernsehserie, Folge Doro und der schwarze Mann)
- 2006: Inga Lindström: Wolken über Sommarholm (Fernsehreihe)
- 2006: Good Girl – Bad Girl
- 2006: Hammer und Hart
- 2006: Die Rosenheim-Cops (Fernsehserie, Folge Der Tod stand vor der Tür)
- 2006: Lilly Schönauer (Fernsehserie, Folge Liebe gut eingefädelt)
- 2006: Rosamunde Pilcher – Wo die Liebe begann (Fernsehreihe)
- 2006: Weißblaue Geschichten (Fernsehserie, Folge Kein Kraut für die Liebe)
- 2007, 2011: Notruf Hafenkante (Fernsehserie, verschiedene Rollen, 2 Folgen)
- 2007–2012: Großstadtrevier (Fernsehserie, verschiedene Rollen, 4 Folgen)
- 2007: Die Blüten der Sehnsucht
- 2007: Rosamunde Pilcher – Nebel über Schloss Kilrush
- 2008: Im Tal der wilden Rosen (Fernsehserie, Folge Prüfung des Herzens)
- 2008: Unser Charly (Fernsehserie, Folge Schimpanse mit Herz)
- 2009–2021: Der Lehrer (Fernsehserie, 88 Episoden)
- 2009: Inga Lindström – Sommermond
- 2009: Für meine Kinder tu’ ich alles
- 2009: Utta Danella – Schokolade im Sommer (Fernsehreihe)
- 2009: Kreuzfahrt ins Glück – Hochzeitsreise nach Marrakesch (Fernsehreihe)
- 2010: Der Einsturz – Die Wahrheit ist tödlich
- 2010: Westflug – Entführung aus Liebe
- 2010: Emilie Richards – Denk nur an uns beide
- 2010: Glückstreffer – Anne und der Boxer
- 2010: SOKO Stuttgart (Fernsehserie, Folge Lösegeld)
- 2011: Der Kriminalist (Fernsehserie, Folge Dierhagens Vermächtnis)
- 2011: Katie Fforde – Zum Teufel mit David (Fernsehreihe)
- 2011: Die geerbte Familie
- 2011: SOKO Kitzbühel (Fernsehserie, Folge Ganz in weiß)
- 2011: Küstenwache (Fernsehserie, Folge Tiefenrausch)
- 2011: Heimatgeschichten (Fernsehserie, Folge Die Heidekönige)
- 2012: Tatort – Kinderland
- 2012: Für Elise (Kinofilm)
- 2012: Familie Windscheidt – Der ganz normale Wahnsinn
- 2012–2013: Der letzte Bulle (Fernsehserie, 5 Folgen)
- 2013: Letzte Spur Berlin (Fernsehserie, Folge Abgetaucht)
- 2013: Wenckes Verbrecher – Beiß nicht gleich in jeden Apfel
- 2013: Liebe am Fjord – Sog der Gezeiten (Fernsehreihe)
- 2013: Herzensbrecher – Vater von vier Söhnen (Fernsehserie, Folge Der verlorene Sohn)
- 2013: Stubbe – Von Fall zu Fall – Tödliche Bescherung (Fernsehreihe)
- 2014: Mein Lover, sein Vater und ich!
- 2014: Wir waren Könige (Kinofilm)
- 2014: Meine Frau, ihr Traummann und ich
- 2014: Die Sache mit der Wahrheit
- 2015: Inga Lindström – In deinem Leben
- 2015: Endlich Frühling
- 2015: Crossing Lines (Fernsehserie, Folge Ein falscher Freund)
- 2015: SOKO Leipzig (Fernsehserie, Folge Doppelmord)
- 2016: Rockabilly Requiem (Kinofilm)
- 2017: Sechs Richtige und ich
- 2017: Der Blinde Fotograf (Kurzfilm)
- 2021: In Wahrheit: In einem anderen Leben
- 2021: Letzte Spur Berlin (Fernsehserie, Folge Nähe)
- 2022: Der Bozen-Krimi (Fernsehserie, Folge Vergeltung)
- 2022: Ein starkes Team: Abgestürzt
- seit 2023: Dünentod – Ein Nordsee-Krimi (Fernsehserie)
  - 2024: Tod auf dem Meer
  - 2024: Falsches Spiel
  - 2025: Tödliche Geheimnisse

## Hörspiele und Hörbücher
- 1994: Mitleidverbindung. (BR)[16]
- 2006: Nackt in Berlin. (MDR)[16]
- 2006: Kein Geld, aber Stuck an der Decke. (MDR)[16]
- 2008: Tatort – Schöne Aussicht. (MDR)[16]
- 2009: Tatort – Schlusslicht. (MDR)[16]
- 2009: Das dritte Buch über Achim. – Teil 1 und Teil 2 (NDR)[16]
- 2009: Barneys Version. (MDR)[16]
- 2010: Tatort – Engelsstaub. (MDR)[16]
- 2010: Tiburn. (MDR)[16]
- 2011: Der Gondoliere von Itzehoe. (DLF)[16]
- 2011: Tatort – Fischers Fall. (MDR)[16]
- 2011: Auf der anderen Seite. (MDR)[16]
- 2012: Transsilvanien. (MDR)[16]
- 2012: Maria Schwarz. (SWR)[16]
- 2013: Tatort – Väter und Töchter. (MDR)[16]
- 2014: Thilo Reffert: Kurschatten. (Arne Listewnik) – Regie: Götz Fritsch (Radio-Tatort – MDR)
- 2015: Radio Tatort. mdr Hörspiel (MDR)[16]
- 2015: Tatort – Altes Eisen. (MDR)[16]
- 2016: Der Roboter, der Herzen hören konnte. (Hörbuch)[17]
- 2016: Wir müssen dann fort sein. (Hörprobe[18] und Lesungen)
- 2016: Thilo Reffert: Hundert von hundert (Arne Listewnik) – (Radio-Tatort – MDR)
- 2017: Thilo Reffert: Nein heißt nein (Arne Listewnik) – (Radio-Tatort – MDR)
- 2017: Hans Rath: Saufen nur in Zimmerlautstärke (Hörbuch[19])
- 2018: Maxim Leo, Jochen Gutsch: Es ist nur eine Phase, Hase (Hörprobe[20])
- 2020: James Gould-Bourn: Pandatage (Hörbuch[21])
- 2020: Tanja Schettler: Brazzo Razzini – Das Geheimnis der unheimlichen Rumpelkammer (Hörbuch[22])

## Bibliografie
- Hendrik Duryn: Sie sind doch der Lehrer oder?, Kampenwand Verlag, Bayern 2023, ISBN 978-3-986-60117-1.